# O País (Moçambic)
O País és un diari de Moçambic en portuguès publicat a Maputo i pertany al Soico Media Group, que també posseeix el canal de televisió Soico Televisão.

## Història
O País va ser fundat el 2002 com a setmanari, que estava en desacord amb l'orientació periodística de la redacció diari Domingo. El 2003 el va comprar Daniel David, amo de Soico Media Group, que ja posseïa Soico Televisão. El 2008 fou rellançat com a diari privat, amb un tiratge de 30.000 exemplars diaris de 32 pàgines en color i en clara competència amb el periòdic estatal Notícias.
Inicialment era un periòdic crític amb el govern, de manera que durant la forta inflació del país que provocà les protestes en 2010 va informar de forma contínua dels disturbis. Com a resultat el mitjà va perdre el favor del govern del Frelimo i a poc a poc canvià l'orientació, de manera que el 2013 van destituir per pressions governamentals al director del diari Jeremias Langa, que havia estat crític amb el govern, i substituït per Olivia Massango.
Des 2014, el Soico Media Group està cooperant amb la xinesa China Central Television.